# Zakrzewo (powiat nidzicki)
Zakrzewo (niem. Gross Sakrau) – wieś w Polsce, położona w województwie warmińsko-mazurskim, w powiecie nidzickim, w gminie Kozłowo.
W latach 1975–1998 miejscowość należała administracyjnie do województwa olsztyńskiego.